# Kukovce
Kuk en albanais et Kukovce en serbe latin (en serbe cyrillique : Куковце) est une localité du Kosovo située dans la commune/municipalité de Dragash/Dragaš et dans le district de Prizren/Prizren. Selon le recensement de 2011, elle compte 1 658 habitants.
Selon le découpage administratif de la Serbie, la localité fait partie de la municipalité de Prizren. Le village est également connu sous d'autres noms comme Kukovicë et Kukaj.

## Démographie

### Évolution historique de la population dans la localité
| 1948 | 1953 | 1961 | 1971 | 1981  | 1991  | 2011  |
| ---- | ---- | ---- | ---- | ----- | ----- | ----- |
| 640  | 655  | 669  | 985  | 1 335 | 1 619 | 1 658 |

|  |

### Répartition de la population par nationalités (2011)
En 2011, les Albanais représentaient 99,94 % de la population.